# Erythridula rhododendronae
Erythridula rhododendronae är en insektsart som först beskrevs av Hepner 1978.  Erythridula rhododendronae ingår i släktet Erythridula och familjen dvärgstritar. Inga underarter finns listade i Catalogue of Life.